# 18910 Nolanreis
18910 Nolanreis è un asteroide della fascia principale. Scoperto nel 2000, presenta un'orbita caratterizzata da un semiasse maggiore pari a 2,2227042 UA e da un'eccentricità di 0,1731122, inclinata di 3,84698° rispetto all'eclittica.